# Leptodactylus chaquensis
Leptodactylus chaquensis är en groddjursart som beskrevs av José Miguel Cei 1950. Leptodactylus chaquensis ingår i släktet Leptodactylus och familjen tandpaddor. IUCN kategoriserar arten globalt som livskraftig. Inga underarter finns listade i Catalogue of Life.